# Edmond-Henri Crisinel
Edmond-Henri Crisinel, né à Faoug le 2 janvier 1897 et mort à Nyon le 25 septembre 1948, est un poète, écrivain et journaliste vaudois.

## Biographie
Il fait ses études à Lausanne, où il se signale par sa culture littéraire, musicale et artistique. Après une année de préceptorat à Zurich (1919), il est atteint d'une grave dépression qui nécessite une hospitalisation. Après son rétablissement, il détruit ses poésies de jeunesse et commence une carrière de journaliste à La Revue de Lausanne. Il exerce ce métier pendant vingt-sept ans, même si de longues périodes de maladie entravent sa carrière.
À trente-neuf ans, il retrouve l'inspiration et écrit Le Veilleur (1939), Alectone (1944), Nuit de juin (1945), Feuillets du Sagittaire et Le bandeau noir (1949). À trois reprises, il regagne les maisons de santé et les hôpitaux psychiatriques et finit par n'entrevoir qu'une seule solution à son calvaire : le suicide. Il se donne la mort à Nyon le 25 septembre 1948.
Crisinel laisse une œuvre poétique peu abondante mais de grande densité : de courts poèmes en prose et une prose, Alectone, où il exprime son expérience de la maladie et de la folie avec une bouleversante intensité qui marquera à jamais la littérature romande. Comme Gérard de Nerval, il est hanté tout au long de son existence par la difficulté de s'accepter tel qu'il est, refoulant notamment son homosexualité, et confiant à ses poèmes ses angoisses, ses démons et aussi ses rares périodes de rémission et d'espoir, qui s'appuie sur sa foi chrétienne, une vision quasi mystique de l'être. « Ma route est d'un pays où vivre me déchire », écrit-il dans son premier recueil, Le Veilleur. Il traduit son désir de transcendance en une langue ciselée, avec rimes et alexandrins.
Ses œuvres complètes ont été publiées à Lausanne chez deux maisons d'édition : Éditions l'Âge d'Homme (Poche Suisse) et Plaisir de Lire.

## Œuvres
- Œuvres complètes, Lausanne, L'Âge d'Homme, coll. Poche Suisse, 1979
- Le Veilleur, Lausanne 1939, Éditions des Trois Collines.
- Alectone, Paris, Allia, 2024 (ISBN 979-10-304-1815-6), p. 48